# 沙畈水库
沙畈水库，位于中华人民共和国浙江省金华市婺城区南部，是白沙溪干流上的一座中型水库。水库大坝为细骨料混凝土砌块石重力坝，坝顶长237米，坝高75米，总库容8555万立方米，控制流域面积130.8平方千米。电站装机容量一千万瓦，下游15千米处还建有装机容量一千万瓦的二级电站。水库与下游的金兰水库联合灌溉农田2.43万公顷、经济林地0.52万公顷，每年向金华市区提供四千万至六千万吨优质水。水库建成後基本解决了白沙溪的洪涝灾害。